# Vryonísi (Lassíthi)
Vryonísi, en grec moderne : Βρυονήσι, également appelé Prasonísi (Πρασονήσι), est un îlot inhabité du golfe Mirambélou dans le dème d'Ágios Nikólaos, district régional de Lassíthi de la Crète, en Grèce. Très proche de la rive, il est situé entre les villages de Pacheía Ámmos, à l'est, et Kaló Chorió, à l'ouest. Sur l'île il existe des traces de fortifications de différentes époques et sur un rocher lisse vertical, au sud, des inscriptions anciennes sont présentes.